# 47 mm kanon P.U.V.vz.36
Die 47 mm kanon P.U.V.vz.36 war eine tschechoslowakische Panzerabwehrkanone, die von der Wehrmacht bei der Besetzung der Tschechoslowakei erbeutet und als 4,7-cm-Pak 36(t) weiter verwendet wurde.

## Geschichte
Bei der Besetzung der Tschechoslowakei fiel eine beträchtliche Anzahl moderner Waffen in die Hände des Deutschen Reiches, so auch die von Škoda in Plzeň hergestellte 47 mm kanon P.U.V.vz.36. Sie war der deutschen Standardpanzerabwehrkanone, der 3,7-cm-Pak, hinsichtlich der Durchschlagskraft deutlich überlegen. So lag es nahe, sie unter der Bezeichnung 4,7-cm-Pak 36(t) (t für tschechisch) in das deutsche Heer zu überführen.
Sie wurde im Pferde- und Kraftfahrzug gefahren. Zwischen März 1940 und Februar 1941 entstanden 202 Panzerjäger I, indem man die Pak mit dem Fahrgestell des Panzerkampfwagens I kombinierte. Zwischen Mai 1941 und Oktober 1941 verwandte man 174 Pak 36(t) und das Fahrgestell des ebenfalls erbeuteten französischen Panzers Renault R-35, um weitere Panzerjägerselbstfahrlafetten zu produzieren. Die Pak kam im Westfeldzug, in Nordafrika, auf dem Balkan und am Anfang des Angriffs auf die Sowjetunion zum Einsatz.
Für die Pak 36(t) gab es Sprenggranaten mit 1,5 kg und Panzergranaten mit 1,64 kg Gewicht. Mit der Panzergranate konnten auf 100 m Entfernung bei einer 60° schrägen Panzerplatte, 52 mm Stahl durchschlagen werden. Bei einer Entfernung von 500 m und 1000 m waren es 47 mm und 40 mm. Diese Werte sind gemäß den damaligen deutschen Normen vom Heeres-Waffenprüfamt ermittelt worden und nicht genau mit ausländischen Angaben zu Durchschlagsleistungen vergleichbar.

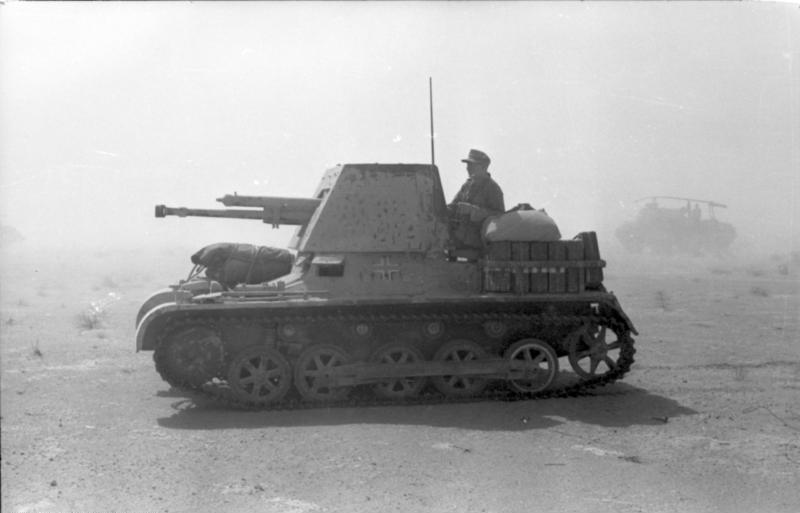
Panzerjäger I
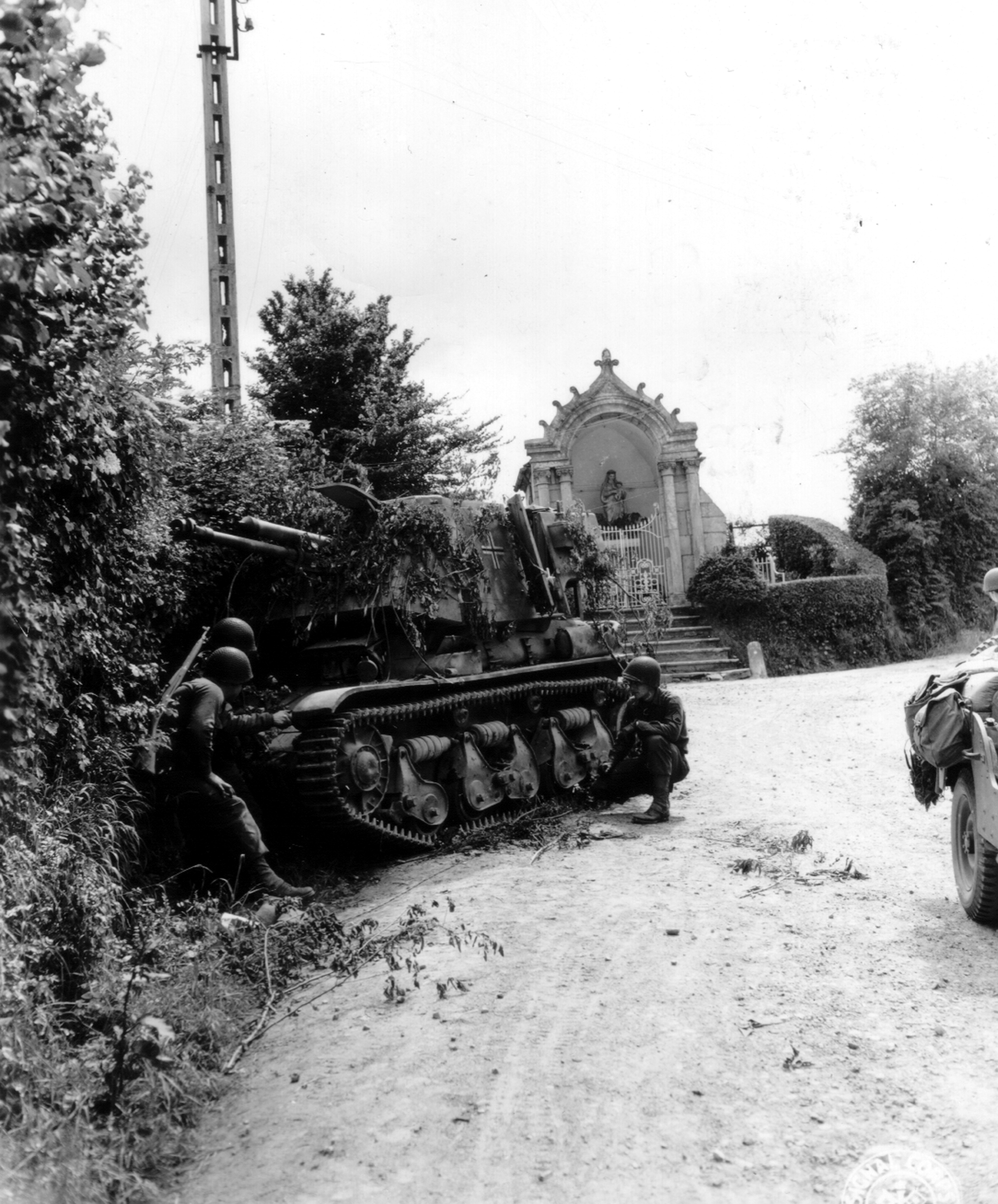
Renault R-35R mit Pak 36(t)

Škoda hatte 1937–39 416 Stück der 47 mm kanon P.U.V.vz.36 an das Königreich Jugoslawien geliefert. Diese unter der Bezeichnung M.36 geführten Geschütze wurden 1941 teilweise als Beutewaffen unter der Bezeichnung 4,7-cm-Pak 179 (j) in das deutsche Heer überführt.